# Рейн, Тамара Мироновна
Тамара Мироновна (Мееровна) Рейн (26 июня 1915, Гусевка, Саратовская губерния — 2000, Москва) — известный советский график, иллюстратор, живописец, монументалист.
Член Московской организации Союза художников (1945). Участник Великой Отечественной войны.

## Биография
Тамара Рейн родилась 26 июня 1915 в деревне Гусевка Балашовского уезда Саратовской губернии, где тогда работал её отец. Родители — выходцы из Латвии, отец — учёный-агроном, мать — домохозяйка.
Рисовала с раннего детства, а по окончании московской средней школы, в 1931 году поступила на художественно-графическое отделение в Московский полиграфический институт, образованный из только что распавшегося легендарного ВХУТЕИНа .
В 1931—1933 в МПИ её учителями были Константин Истомин, Николай Купреянов, Михаил Родионов.
Время обучения Тамары Рейн в МПИ совпало с идеологическим разгромом так называемого «Искусства авангарда» и внедрением «основополагающего метода» социалистического реализма во все сферы культуры и искусства. В результате студенты художественно-графического отделения вынуждены были лишний год «переучиваться», однако, у своих же профессоров.
Позже, в 1933—1938, обучаясь уже в Московском институте изобразительных искусств (МИИИ) и Московском государственном академическом художественном институте (МГАХИ, позже МГХИ им. Сурикова), Тамара Рейн училась у Владимира Фаворского, Льва Бруни, Андрея Гончарова, Анатолия Гусятинского и других мастеров живописи и графики.
В 1934 началась творческая деятельность Тамары Рейн, когда в журналах «Вокруг Света» и «Пионер» появились её первые иллюстрации.
После окончания института работала в Мастерской монументальной живописи при Академии архитектуры СССР, под руководством Л. А. Бруни. Была иллюстратором в книжных издательствах и журналах, занималась станковой живописью, в основном, акварелью.
Во время Великой Отечественной войны Тамара Рейн, оставшаяся в Москве, участвовала в маскировочных работах, строительстве ложных аэродромов, заводов и других объектов, отвлекающих авиацию врага от настоящих целей. Позже работала методистом по лечебной физкультуре в партизанском госпитале.
Урна с прахом захоронена в колумбарии Донского кладбища.

## Участие в выставках
В 1945 году Тамара Рейн вступила в члены Московской организации Союза художников (МОСХ). С этого времени участвовала практически во всех художественных выставках — союзных, республиканских, городских.
Работала в технике рисунка, акварели, офорта и линогравюры.
В 1965 году в Центральном дворце пионеров на Ленинских горах (Москва) состоялась её первая персональная выставка «По родным просторам».

## Псковский край в творчестве
Творчество Тамары Рейн тесно связано с Псковским краем. В течение летних сезонов 1962—1963 года она в качестве художницы принимала участие в организованной на общественных началах археологической экспедиции Академии наук СССР по уточнению места Ледового побоища, а в 1967-м — в экспедиции, связанной с расшифровкой «белых пятен» истории Невской битвы.
Её путевые иллюстрации легли в основу оформления книг Г. Н. Караева и А. С. Потресова «Загадка Чудского озера» (1966, 1976) и «Путём Александра Невского» (1970), выпущенных в свет издательством «Молодая гвардия».
В 1980-е — 1990-е годы художница создала серии рисунков, акварелей, акварельных монотипий, посвящённых Пскову, Порхову, усадьбам Волышово и Холомки.
В 1993 состоялась персональная выставка Тамары Рейн с этим циклом работ в Картинной галерее Псковского музея-заповедника. Работы успешно экспонировались и в дальнейшем, уже после смерти художницы. В 2004 они были показаны в галерее «Герцена, 6» в Пскове.
Последняя персональная выставка «Псковский край в акварелях Тамары Рейн» открылась 25 ноября 2010 в Псковской областной универсальной научной библиотеки. Её экспозиция включала как ранее выставлявшиеся акварели, так и акварельные монотипии, прежде не известные широкой публике.

## Книги
В 2000 году Тамара Рейн стала автором и составительницей знаковой книги «Художник, судьба и Великий перелом» — сборника воспоминаний, посвящённого выпускникам Московского полиграфического института 1930-х годов. Именно с выхода в свет этой книги начало свою деятельность издательство «ПАЛЬМИР».
- Художник, судьба и Великий перелом : ВХУТЕМАС—ВХУТЕИН—Полиграфинститут—МИИИ : Мемуары уцелевших о времени, учителях и товарищах / Сост.: В. И. Костин, Т. М. Рейн. — М.: Пальмир, 2000. — 232 с. — 1000 экз. — ISBN 5-93811-001-7.